# Iago (Teksas)
Iago – jednostka osadnicza w Stanach Zjednoczonych, w stanie Teksas, w hrabstwie Wharton.